# Old Firm

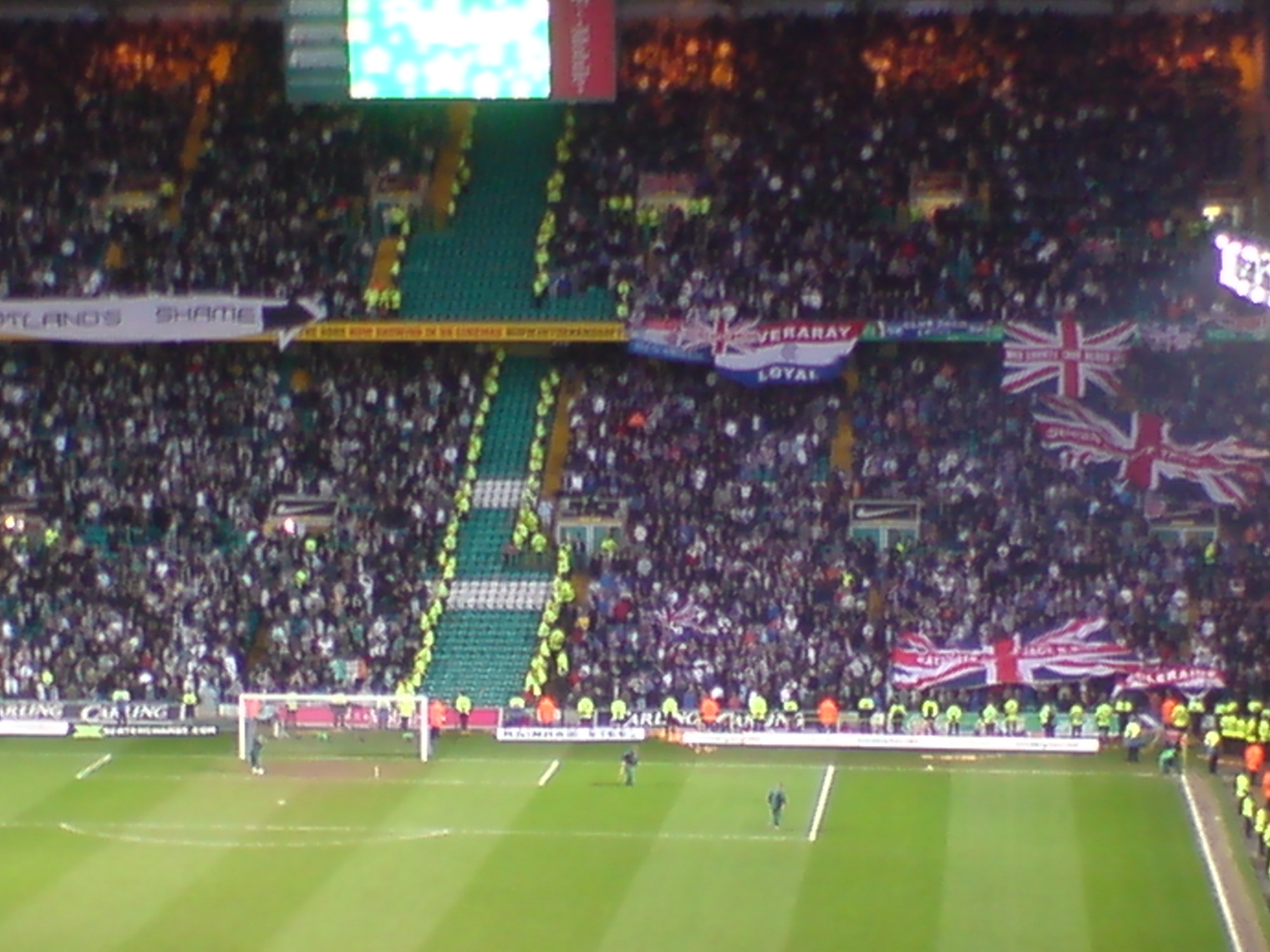
Fans van Celtic (links) en Rangers (rechts) op Celtic Park

The Old Firm was de benaming voor wedstrijden tussen de Schotse voetbalclubs Rangers en Celtic uit Glasgow, die meerdere malen in het jaar plaatsvond in de Schotse voetbalcompetitie. Het was dé wedstrijd van het voetbalseizoen in Schotland. De wedstrijd werd het laatst, voor de verplichte terugplaatsing van Rangers naar het vierde niveau in 2012, gespeeld. Sinds de promotie van Rangers naar de Scottish Premiership in 2016 staat deze wedtrijd als "de Glasgow Derby" op het programma. Omdat Glasgow Rangers in 2012 namelijk ter ziele is gegaan, is daarmee ook the old firm ter ziele gegaan. Sindsdien wordt de wedstrijd dus "the Glasgow Derby" genoemd.

## Geschiedenis
Door de enorme rivaliteit en vijandigheid tussen de supporters van de twee clubs, waarbij de haat tussen twee geloven, het katholieke geloof (Celtic) (oorspronkelijk het Ierse) en het protestante geloof (Rangers), een rol speelt, gaat deze wedstrijd gepaard met spreekkoren. Ook wordt door de aanhangers van de Rangers de hand geheven, de Red Hand of Ulster, het symbool van Britse overheersing in Noord-Ierland.
Een wedstrijd tussen de twee wordt An Old Firm Game genoemd. The Old Firm verwijst naar de oude, goede relatie die de clubs oorspronkelijk hadden. Bij het ontstaan van de twee clubs waren er vriendschappelijke contacten, deze werden gebruikt om voetbalwedstrijden te organiseren om inkomsten te krijgen. Deze inkomsten waren vooral belangrijk voor Celtic FC, de club was immers mede een goed doel voor kinderen zonder eten. In de loop der jaren verzuurde het contact en groeide de sektarische haat. The Troubles in Noord-Ierland werden vaak weerspiegeld door geweld in Glasgow. De stad is geografisch verdeeld in een katholiek en protestants deel.
The Old Firm staat in de hele wereld bekend als (een van) de zwaarst beladen derby's, waardoor ook Celtic en Rangers wereldwijde bekendheid genieten. Wanneer een van beide clubs er niet (meer) zou zijn, zou de andere club voor de rest van de wereld lang niet zo interessant zijn en zou ook de Schotse competitie nog meer in aanzien dalen.
De clubs onderhandelden altijd samen over de shirtsponsor. Ze deden dit voornamelijk om te vermijden dat fans de sponsor van de rivaliserende club zouden boycotten. Tot 2003 was kabelmaatschappij NTL de sponsor van beide teams. Vanaf 2003 was het bierbrouwerij Carling. Deze contracten waren afgelopen in 2010 waarna beide clubs een contract tekenden met bierbrouwerij Tennent's. Sinds de teloorgang van Glasgow Rangers en terugkeer van de nieuwe club theRangers International, hebben de clubs verschillende sponsoren.
Op 1 februari 2015 werd de 400e Old Firm gespeeld, dit was de halve finale voor de Schotse beker.
Na de wedstrijd gaan de supporters elkaar veelal te lijf, waarbij meermaals ernstig gewonden en soms zelfs doden zijn gevallen.

## Head-to-Head

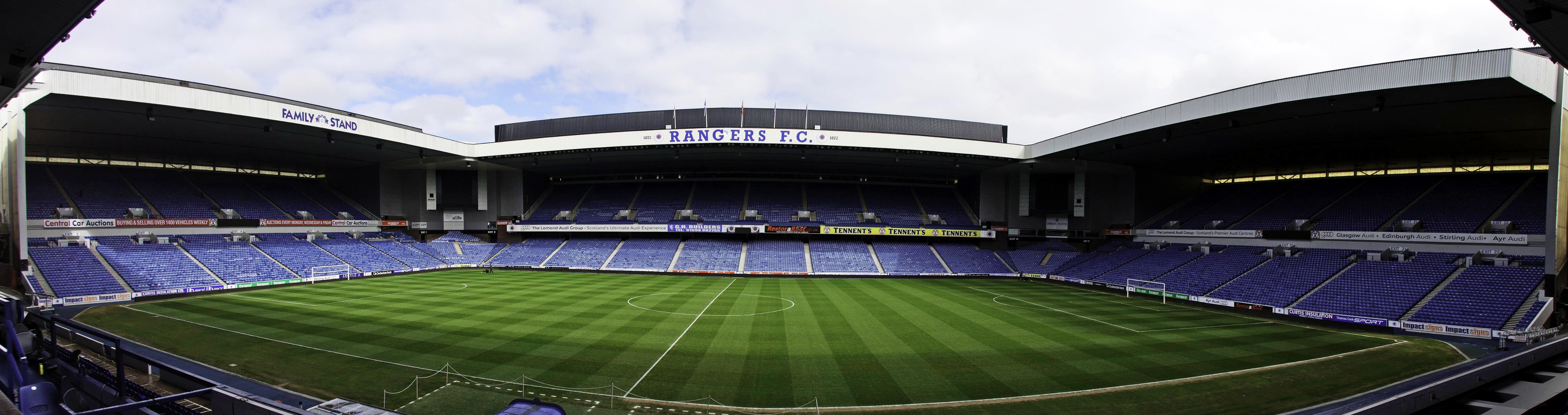
Ibrox Stadium, thuishaven van Rangers

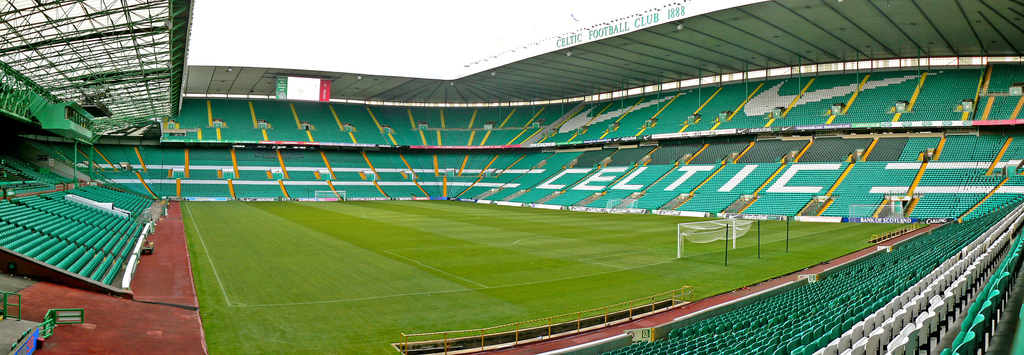
Celtic Park, thuishaven van Celtic

### Wedstrijden
Stand: 30 december 2023
| Competitie                   | Eerste editie | Aantal wedstrijden | Rangers | Celtic | Gelijkspel |
| ---------------------------- | ------------- | ------------------ | ------- | ------ | ---------- |
| Scottish Premiership         | 1891          | 333                | 127     | 116    | 90         |
| Scottish Cup (Schotse beker) | 1890          | 54                 | 18      | 26     | 10         |
| Scottish League Cup          | 1947          | 51                 | 24      | 25     | 2          |
| Totaal                       | Totaal        | 438                | 169     | 167    | 102        |

### Prijzen
Stand: seizoen 2024/2025
| Competitie                   | Rangers | Celtic |
| ---------------------------- | ------- | ------ |
| Scottish Premiership         | 55      | 55     |
| Scottish Cup (Schotse beker) | 34      | 42     |
| Scottish League Cup          | 28      | 22     |
| Europacup I/Champions League | —       | 1      |
| Europacup II                 | 1       | —      |
| Totaal                       | 118     | 120    |